# Перелік садів бароко України
Перелік садів бароко України
| План або фото | Назва                                                      | Місцезнаходження                                                          | Століття                      | Стан на 21 ст                    | Можливості відновлення                                                                      |
| ------------- | ---------------------------------------------------------- | ------------------------------------------------------------------------- | ----------------------------- | -------------------------------- | ------------------------------------------------------------------------------------------- |
|               | Резиденція митрополитів Буковини і Далмації                | Чернівці                                                                  | ХІХ століття, необароко       | задовільний                      | Разом зі всім архітектурним ансамблем включений до Списку об'єктів Світової спадщини ЮНЕСКО |
|               | Італійський парк (Підгірці)                                | Підгорецький замок, Львівська обл.                                        | 17 ст.                        | аварійний                        | може бути відтворений                                                                       |
|               | Замковий сад (Жовква). Архітектор Антоній Кастеллі (1740). | Жовква, Львівська обл.                                                    | кінець 17 ст.- початок 18 ст. | аварійний                        | може бути відтворений                                                                       |
|               | Сад монастиря капуцинів                                    | (Олесько), Львівська обл.                                                 | 18 ст.(1739 р. ?)             | реставрується                    | частково відтворений, Львівська національна галерея мистецтв                                |
|               | Вишнівецький палац                                         | смт Вишнівець Збаразький р-н, Тернопільська обл.                          | злам 17-18 ст.                | знищений                         | не м.б. відтворений                                                                         |
|               | Святоюрський парк                                          | Львів. План-проєкт святоюрського саду. Проєкт Клеменса Ксаверія Фесінґера | проєкт 1771 р.                |                                  |                                                                                             |
|               | Святоюрський парк (Сад собору святого Юра, Львів)          | Львів                                                                     | 18 ст.                        | залишки                          | м.б. відтворений                                                                            |
|               | Олексіївський дім                                          | місто Козелець                                                            | 18 ст.(1744–1748 рр.)         | знищений                         | не м.б. відтворений в реальності                                                            |
|               | Хомутецький парк                                           | Хомутець, Миргородський р-н, Полтавська обл.                              | кінець 18 ст.                 | аварійний                        | м.б. відтворений, парк-пам'ятка садово-паркового мистецтва загальнодержавного значення.     |
|               | Масандрівський палац і сад необароко                       | Крим                                                                      | 19 ст.                        | задовільний                      | Створений за планом французьких садів 17 ст.                                                |
|               | Червоноград (Кристінопіль), маєток Потоцьких               | Львівська обл.                                                            | 18 ст.                        | знищений і забудований стадіоном | не м.б. відтворений                                                                         |
|               | Ляшки Муровані                                             | Старосамбірський р-н, Львівська область.                                  | 17-18 ст.                     | знищений на поч. 20 ст.          | не м.б. відтворений                                                                         |
|               |                                                            |                                                                           |                               |                                  |                                                                                             |